# Tulenheimokommittén
Tulenheimokommittén var en kommitté som tillsattes 19 juli 1919 i Finland för utarbetande av förslag till självstyrelse för länen, förvaltningsdomstolar i lägre instanser samt nyreglering av den nuvarande länsindelningen och länsförvaltning.
Till ordförande i denna kommitté har Statsrådet kallat Antti Tulenheimo och till dess medlemmar Karl Ottelin, K.U. Chydenius, Eric von Rettig, Juho Koivisto och K.E Linna. Kommittén fick en mycket stor betydelse i framtagandet av Ålands självstyrelselag några månader senare.

## Kommitténs inriktning ändras
Den 26 september 1919 höll Frankrikes konseljpresident Clemenceau ett tal i deputeradekammaren där han uttalade förhoppningar att fredskongressen skulle åstadkomma Ålands återförening med Sverige. Han gjorde det i samband med att han uttalade sig om att Norge skulle få Spetsbergen och Danmark återfå Slesvig. Detta spred sig blixtsnabbt till Ålandsrörelsen och man berättade den glada nyheten då landstinget hade möte två dagar senare i Folkhögskolan i Finström.
Clemenceaus uttalande var den öppning som Ålandskommittén hade väntat på. De i den finska regeringen som inte var mogna för att ta fram någon speciallösning för Åland var nu rejält skärrade. Ålandskommittén blev kallade med mycket kort varsel till ett möte med representanter från utrikesministeriet och regeringen den 1 oktober 1919. Det var professorerna E.N. Setälä och Rafael Erich som Ålandskommittén samtalade med.
Detta möte resulterade att Erich och Setälä begärde att finska president Ståhlberg skulle, via Carl Enckell, begära uppskov gällande Ålandsfrågans beslut i och med att man från finländska regering skulle ta fram ett nytt Ålandsprogram för att tillgodose ålänningarnas önskemål. Arthur Tollet fick träffa Finlands president Ståhlberg följande dag. Presidenten tog till sig argumenten från Ålandskommittén. .

### Kommittén kompletteras med Ålandskommitté medlemmar
En vecka senare bestämde Finlands regering att Tulenheimokommittén skulle ändra inriktning och kompletteras med bland annat två nya medlemmar: Artur Tollet och Johannes Holmberg. Det blev precis som Jim Östling hade rekommenderat i sitt PM tidigare i maj till utrikesminister Holsti. På väldigt kort tid kunde nu Tulenheimokommittén komma med ett mycket detaljerat lagförslag eftersom Ålandskommittén hade arbetat med sina tankar sedan åtminstone 14 maj 1918, med andra ord ca 1,5 år och skickat fem PM till olika myndighetspersoner i Finland.
De fick i uppdrag:
1. att så snabbt som arbeta fram ett lagförslag
2. att ta fram ett detaljerat förslag för att genomföra självstyrelsen
3. att komplettera kommittén med personer med de rätta kvaliteterna för att lyckas  med det.

Den 3 december 1919 lämnade man sitt betänkande till president Ståhlberg.

### Lagförslaget skall godkännas i Finlands riksdag
Under vintern och våren 1920 försökte man från regeringshåll driva igenom den Åländska självstyrelselagen, men det gick trögt. I mars 1920 byttes den sittande regeringen ut och ersattes av finska regeringen Erich, dvs då hade professor Rafael Erich som Ålandskommittén haft möte med den 1 oktober föregående år blivit finsk statsminister. Lagen godkändes av den finska riksdagen i maj 1920. 

## Självstyrelselagen presenteras för ålänningarna
Den 4 juni 19 hade statsminister Rafael Erich sammankallat alla åländska kommunalfullmäktigen till ett stormöte kl.4 på eftermiddagen. På det mötet presenterade statsministern Ålands självstyrelselag. Dock steg nästan samtliga kommunaldelegater upp och lämnade lokalen i protest.
Dagen efter arresterades ledarna i Ålandsrörelsen Julius Sundblom och Carl Björkman. Johannes Eriksson klarade sig undan arrestering tack vare att han var kvar i Stockholm. Med en gång hade nu Ålandsfrågan gått från att ha varit en mindre viktig angelägenhet till att vara av hög prioritet. Storbritannien krävde nu att Nationernas förbund skulle ta upp frågan. Från Erik Palmstiernas perspektiv var det bra så länge ålänningarna satt i fängelse. Motvilligt tyckte även Johannes Eriksson det. Han sade till Palmstierna: “Gud hjälps min syndiga själ, det vore för saken bäst om Björkman och Sundblom hölls kvar av finnarna”.

## Självstyrelselagen antas av ålänningarna
Ålandsfrågan togs nu upp av Nationernas förbund. Ålandsrörelsen och svenskarna ville att Åland skulle höra till Sverige och på andra sidan stod Ålandskommittén och finländarna som ville att Åland skulle vara självstyrande men höra till Finland. Efter att en juridisk kommission (september 1920) och tre utsedda rapportörer (oktober 1920 - maj 1921) utrett frågan så beslutade Nationernas förbund efter anpassningar att Åland skulle vara självstyrt och höra till Finland.
Ålänningarna accepterade om än motvilligt självstyrelsen och ett år senare skedde det första lagliga landstingsvalet på Åland. 